# Liste der Kulturdenkmäler in Heilenbach
In der Liste der Kulturdenkmäler in Heilenbach sind alle Kulturdenkmäler der rheinland-pfälzischen Ortsgemeinde Heilenbach aufgeführt. Grundlage ist die Denkmalliste des Landes Rheinland-Pfalz (Stand: 27. Juni 2022).

## Denkmalzonen
| Bezeichnung                          | Lage                                          | Baujahr                                | Beschreibung | Bild            |
| ------------------------------------ | --------------------------------------------- | -------------------------------------- | --- | --------------- |
| Denkmalzone Birkenstraße/Hauptstraße | Birkenstraße 1, 2, 3, Hauptstraße 27, 29 Lage | spätes 18. bis frühes 20. Jahrhunderts | geschlossene historische Bebauung an der Straßengabelung Hauptstraße-Birkenstraße bestehend aus Hofanlagen des späten 18. bis frühen 20. Jahrhunderts | Fotos hochladen |

## Einzeldenkmäler
| Bezeichnung | Lage                                  | Baujahr                             | Beschreibung | Bild            |
| ----------- | ------------------------------------- | ----------------------------------- | --- | --------------- |
| Hofanlage   | Birkenstraße 1, 3 Lage                | 1792                                | Winkelhof, barockes Wohnhaus, bezeichnet 1792; Nr. 3: ursprünglich zugehörige Wirtschaftsgebäude, Scheune bezeichnet 1837                   | Fotos hochladen |
| Wohnhaus    | Hauptstraße 1 Lage                    | 1806                                | stattliches Wohnhaus mit Kniestock, 1806, um 1850 erweitert                                                                                 | BW              |
| Portal      | Hauptstraße, an Nr. 7 Lage            | 1781                                | Oberlichtportal, spätbarock, bezeichnet 1781                                                                                                | BW              |
| Hofanlage   | Hauptstraße 27/29 Lage                | 1792                                | Nr. 27: fünfachsiges Wohnhaus mit Kniestock, bezeichnet 1792; Nr. 29: ehemaliges Gesindehaus mit Schmiede, bezeichnet 1848; ortsbildprägend | Fotos hochladen |
| Wegekreuz   | nördlich des Ortes Lage               | 1864                                | Gedenkkreuz, bezeichnet 1864 und 1880 (erneuert)                                                                                            | Fotos hochladen |
| Wegekreuz   | nördlich des Ortes Lage               | 1804                                | Schaftkreuz, bezeichnet 1804 | Fotos hochladen |
| Wegekreuz   | nordwestlich des Ortes Lage           | 1756                                | Schaftkreuz, bezeichnet 1756 | Fotos hochladen |
| Wegekreuz   | östlich des Ortes Lage                | erstes Viertel des 19. Jahrhunderts | Feldkreuz, erstes Viertel des 19. Jahrhunderts                                                                                              | Fotos hochladen |
| Wegekreuz   | östlich des Ortes an der K 75 Lage    | 1751                                | reliefiertes Schaftkreuz, bezeichnet 1751                                                                                                   | Fotos hochladen |
| Wegekreuz   | östlich des Ortes an der K 75 Lage    | 1821                                | Schaftkreuz, bezeichnet 1821, Abschlusskreuz neu                                                                                            | Fotos hochladen |
| Wegekreuz   | südöstlich des Ortes an der K 75 Lage | erstes Viertel des 19. Jahrhunderts | Schaftkreuz, erstes Viertel des 19. Jahrhunderts                                                                                            | Fotos hochladen |